# Pelastoneurus collarti
Pelastoneurus collarti är en tvåvingeart som beskrevs av Charles Howard Curran 1927. Pelastoneurus collarti ingår i släktet Pelastoneurus och familjen styltflugor. Inga underarter finns listade i Catalogue of Life.